# E3 Saxo Classic 2025
Das Straßenradrennen E3 Saxo Classic 2025 war die 67. Austragung des belgischen Eintagesrennens. Das Rennen fand am 28. März 2025 statt und ist Teil der UCI WorldTour 2025.
Der Sieg ging an den Niederländer Mathieu van der Poel (Alpecin-Deceuninck), der sich 39 Kilometer vor dem Ziel auf dem Oude Kwaremont von einer kleinen Spitzengruppe absetzte und das Rennen mit einem Vorsprung von einer Minute und sieben Sekunden gewann. Hinter dem zweitplatzierten Mads Pedersen (Lidl-Trek) wurde Filippo Ganna (Ineos Grenadiers) mit einem Rückstand von zwei Minuten und fünf Sekunden Dritter.

## Teilnehmende Mannschaften und Fahrer
Neben den 18 UCI WorldTeams gingen auch 7 UCI ProTeams bei dem Rennen an den Start. Für jede Mannschaft waren sieben Fahrer startberechtigt, wobei mit Alessandro Romele (XDS Astana Team) und Amaury Capiot (Arkéa-B&B Hotels) zwei Fahrer das Rennen nicht in Angriff nahmen.
Mit Mathieu van der Poel (Alpecin-Deceuninck) und Wout van Aert (Team Visma-Lease a Bike) starteten zwei ehemalige Sieger bei der  67. Austragung.
Als Top-Favoriten Startliste galten Mathieu van der Poel und Wout van Aert. Weitere nennenswerte Fahrer waren Mads Pedersen, Jasper Stuyven, Mathias Vacek (alle Lidl-Trek), Matteo Jorgenson, Dylan van Baarle, Tiesj Benoot (alle Team Visma-Lease a Bike), Filippo Ganna, Joshua Tarling (beide Ineos Grenadiers), Biniam Girmay (Intermarché-Wanty), Laurence Pithie, Oier Lazkano (beide Red Bull-Bora-hansgrohe), Tim Wellens, Nils Politt, António Morgado (alle UAE Team Emirates-XRG), Matej Mohorič (Bahrain Victorious), Stefan Küng, Valentin Madouas (beide Groupama-FDJ), Michael Matthews (Team Jayco Alula), Matteo Trentin (Tudor Pro Cycling Team), Iván García Cortina (Movistar Team) und Jonas Abrahamsen (Uno-X Mobility).
| UCI WorldTeams | UCI WorldTeams                  | UCI WorldTeams | UCI WorldTeams          | UCI WorldTeams | UCI WorldTeams          | UCI ProTeams | UCI ProTeams           |
| -------------- | ------------------------------- | -------------- | ----------------------- | -------------- | ----------------------- | ------------ | ---------------------- |
| ADC            | Alpecin-Deceuninck              | IGD            | Ineos Grenadiers        | DFP            | Team Picnic PostNL      | IPT          | Israel-Premier Tech    |
| ARK            | Arkéa-B&B Hotels                | GFC            | Intermarché-Wanty       | TVL            | Team Visma-Lease a Bike | LOT          | Lotto                  |
| TBV            | Bahrain Victorious              | LTK            | Lidl-Trek               | UAD            | UAE Team Emirates-XRG   | Q36          | Q36.5 Pro Cycling Team |
| COF            | Cofidis                         | MOV            | Movistar Team           | XAT            | XDS Astana Team         | TFB          | Team Flanders-Baloise  |
| DAT            | Decathlon AG2R La Mondiale Team | RBH            | Red Bull-Bora-hansgrohe |                |                         | TEN          | TotalEnergies          |
| EFE            | EF Education-EasyPost           | SOQ            | Soudal Quick-Step       |                |                         | TUD          | Tudor Pro Cycling Team |
| GFC            | Groupama-FDJ                    | JAY            | Team Jayco AlUla        |                |                         | UXM          | Uno-X Mobility         |

## Streckenführung
Start und Zielort des Rennens war Harelbeke. Dazwischen führte die Strecke über 208,8 Kilometer durch die Flämischen Ardennen. Im Vergleich zum Vorjahr veränderte sich die Streckenführung nur geringfügig. Insgesamt mussten die Fahrer 17 Hellingen (kurze Anstiege in Flandern) und 5 Kasseien (Kopfsteinpflaster-Passagen) überqueren. Als letzter Anstieg diente erneut der Tiegemberg, ehe die letzten 20,8 Kilometer flach zum Ziel führten.
Die ersten 90 Kilometer wiesen mit der Beaucarnestraat, Holleweg, Paddestraat und dem Katteberg (km 32,5) nur wenige Schwierigkeit auf. Die Strecke führte dabei auf großteils flachen Straßen von Harelbeke über Oudenaarde, Zottegem ins südöstliche Geraardsbergen. Im Anschluss führte die Strecke nach Westen in die Flämischen Ardennen. Beginnend mit Kilometer 90 folgten nun mehrere Schleifen mit unterschiedlichen Anstiegen. Auf den nachfolgenden 60 Kilometern mussten elf Anstiege absolviert werden, wobei der gepflasterte Taaienberg rund 80 Kilometer vor dem Ziel eine Schlüsselstelle darstellte. Neu im Programm war der Kopfsteinpflaster-Anstieg des Eikenberg, der die Ellestraat aus dem Vorjahr ersetzte. Im Finale wurde zunächst der Kapelberg (km 161,5) überquert, ehe die Kombination aus Paterberg und Oude Kwaremont rund 44 Kilometer vor dem Ziel erfolgte. Nach dem weniger bekannten Anstieg der Karnemelkbeekstraat folgte die Kopfsteinpflaster-Passage des Varent, bevor der Tiegemberg 20 Kilometer vor dem Ziel die letzte Schwierigkeit darstellte.
|                     | km    | Länge (m) | Steigung              | Kopfsteinpflaster | Anstieg |
| ------------------- | ----- | --------- | --------------------- | ----------------- | ------- |
| Beaucarnestraat     | 31,2  | 1200      |                       | ●                 |         |
| Katteberg           | 32,5  | 750       | ø 6 %, max. 11 %      | ●                 | ●       |
| Holleweg            | 33,3  | 1500      |                       | ●                 |         |
| Paddestraat         | 44,7  | 2300      |                       | ●                 |         |
| La Hoppe            | 90,7  | 1880      | ø 4,8 %, max. 10 %    |                   | ●       |
| Kanarienberg        | 96,9  | 1050      | ø 7,7 %, max. 14 %    |                   | ●       |
| Oude Kruisberg      | 104,1 | 800       | ø 4,8 %, max. 9 %     |                   | ●       |
| Knokteberg          | 111,9 | 1260      | ø 7 %, max. 13 %      |                   | ●       |
| Hotondberg          | 115,8 | 1200      | ø 4 %, max. 8 %       |                   | ●       |
| Kortekeer           | 122,9 | 1000      | ø 6,4 %, max. 17 %    |                   | ●       |
| Taaienberg          | 127,6 | 700       | ø 6,3 %, max. 16 %    | ●                 | ●       |
| Berg Ten Stene      | 135,6 | 1300      | ø 5,2 %, max. 9 %     |                   | ●       |
| Boigneberg          | 140,8 | 1000      | ø 5,2 %, max. 12,3 %  |                   | ●       |
| Eikenberg           | 145,2 | 1250      | ø 6,2 %, max. 10 %    | ●                 | ●       |
| Stationsberg        | 150,6 | 700       | ø 3,2 %, max. 10 %    | ●                 | ●       |
| Mariaborrestraat    | 151,4 | 1300      |                       | ●                 |         |
| Kapelberg           | 161,5 | 750       | ø 7,1 %, max. 14 %    |                   | ●       |
| Paterberg           | 165,6 | 400       | ø 12,9 %, max. 20,3 % | ●                 | ●       |
| Oude Kwaremont      | 168,4 | 2200      | ø 4 %, max. 11,6 %    | ●                 | ●       |
| Karnemelkbeekstraat | 176,2 | 1530      | ø 4,9 %, max. 18 %    |                   | ●       |
| Varent              | 183,8 | 2000      |                       | ●                 |         |
| Tiegemberg          | 188,8 | 750       | ø 5,6 %, max. 9 %     |                   | ●       |
| Ziel                | 208,8 |           |                       |                   |         |

## Rennverlauf und Ergebnis
Mit Alessandro Romele (XDS Astana) und Amaury Capiot (Arkéa-B&B Hotels) gingen zwei Fahrer nicht an den Start. In der frühen Rennphase kam es zu einem Sturz, der die Aufgabe von Gil Gelders, Jordi Warlop, Dries Van Gestel (Soudal Quick-Step) und Kevin Vermaerke (Picnic PostNL) zur Folge hatte. Weiters teilte sich das Hauptfeld in mehrere Gruppen, wobei Mathieu van der Poel (Alpecin-Deceuninck), Wout van Aert (Visma-Lease a Bike), Mads Pedersen (Lidl-Trek) und Filippo Ganna (Ineos Grenadiers) den Sprung in die Spitzengruppe verpassten, in der zwischenzeitlich 50 Fahrer vertreten waren. Rund 111 Kilometer vor dem Ziel schoben sich die beiden ersten Gruppen im Anstieg des Kanarienberg wieder zusammen, womit alle Favoriten wieder in einem großen Hauptfeld vereint waren. 95 Kilometer vor dem Ziel setzten sich mit Casper Pedersen (Soudal Quick-Step) und Aimé De Gendt (Cofidis) zwei Fahrer in der cote de trieu vom Hauptfeld ab, wobei die beiden nur einen Vorsprung von wenigen Sekunden herausfahren konnten.
Rund 80 Kilometer vor dem Ziel fiel die Vorentscheidung im Anstieg des Taaienberg, als sich Mads Pedersen nach einem Angriff gemeinsam mit Mathieu van der Poel und Filippo Ganna von den restlichen Fahrern absetzen konnte. Das Trio schloss rasch zu den beiden Spitzenreitern auf, während sich dahinter eine sechs Fahrer umfassende Verfolgergruppe formierte in der Matteo Jorgenson (Visma-Lease a Bike), Tim Wellens (UAE Team Emirates-XRG), Stefan Küng (Groupama-FDJ), Matteo Trentin (Tudor Pro Cycling), Jasper Stuyven (Lidl-Trek) und Joshua Tarling (Ineos Grenadiers) vertreten waren. Die Abstände den beiden Gruppen wuchsen im Anschluss weiter an und betrugen nach dem Eikenberg rund 60 Kilometer vor dem Ziel bereits eine Minute. Auch das Hauptfeld, in dem Wout van Aert fuhr, konnte die Lücke zu den Ausreißern nicht mehr schließen.
Die Entscheidung fiel 39 Kilometer vor dem Ziel im Anstieg des Oude Kwaremont, als sich Mathieu van der Poel von der Spitzengruppe absetzte und die verbliebene Renndistanz als Solist zurücklegte. Dahinter folgten Mads Pedersen und Filippo Ganna, die das Ziel mit Rückstanden von einer Minute und sieben Sekunden bzw. zwei Minuten und fünf Sekunden erreichten. Casper Pedersen und Aimé De Gendt wurden auf den letzten Kilometern von der ersten Verfolgergruppe eingeholt, wobei sich Casper Pedersen im Sprint um Platz vier durchsetzte. Kurz darauf erreichte auch das Hauptfeld das Ziel.
| Platz | Fahrer               | Nation | Team                    | Zeit                   |
| ----- | -------------------- | ------ | ----------------------- | ---------------------- |
| 01.   | Mathieu van der Poel | NED    | Alpecin-Deceuninck      | 4:39:14 h (44,86 km/h) |
| 02.   | Mads Pedersen        | DEN    | Lidl-Trek               | + 1:07 min             |
| 03.   | Filippo Ganna        | ITA    | Ineos Grenadiers        | + 2:05 min             |
| 04.   | Casper Pedersen      | DEN    | Soudal Quick-Step       | + 2:34 min             |
| 05.   | Jasper Stuyven       | BEL    | Lidl-Trek               | "                      |
| 06.   | Stefan Küng          | SUI    | Groupama-FDJ            | "                      |
| 07.   | Aimé De Gendt        | BEL    | Cofidis                 | "                      |
| 08.   | Tim Wellens          | BEL    | UAE Team Emirates-XRG   | "                      |
| 09.   | Matteo Jorgenson     | USA    | Team Visma-Lease a Bike | "                      |
| 10.   | Mike Teunissen       | NED    | XDS Astana Team         | + 2:45 min             |

## Vergabe der UCI-Punkte
Die E3 Saxo Classic 2024 ist Teil der UCI WorldTour 2025. Nach dem Rennen wurden UCI-Punkte vergeben, die sich auf die Platzierung der Fahrer und Mannschaften im UCI Ranking auswirkten. Die Punktevergabe erfolgte nach folgendem Schlüssel:
| Platzierung  | 1.  | 2.  | 3.  | 4.  | 5.  | 6.  | 7.  | 8.  | 9. | 10. | Anmerkung                               |
| ------------ | --- | --- | --- | --- | --- | --- | --- | --- | -- | --- | --------------------------------------- |
| Tageswertung | 400 | 320 | 260 | 220 | 180 | 140 | 120 | 100 | 80 | 68  | gestaffelt bis zum 60. Platz (2 Punkte) |